# Michalina Olszańska
Michalina Olszańska (sinh ngày 29 tháng 6 năm 1992) là một diễn viên và nhà văn người Ba Lan. Cô là con gái của hai diễn viên Agnieszka Fatyga và Wojciech Olszański. Từ khi còn là một thiếu niên, cô đã cho ra mắt hai tiểu thuyết.
Nhờ vai diễn trong phim I, Olga Hepnarová, Michalina Olszańska được nhận Giải thưởng Liên hoan phim Quốc tế Minsk ở hạng mục Nữ diễn viên chính xuất sắc nhất vào năm 2016 và Giải thưởng của các nhà phê bình phim Séc ở hạng mục tương tự vào năm 2017.
Michalina Olszańska đóng vai chính Ofelia "Effy" Ibrom trong sê-ri phim truyền hình Ba Lan có tên 1983 được chiếu độc quyền trên Netflix. Bộ phim này được công chiếu trên toàn thế giới vào ngày 30 tháng 11 năm 2018.

## Thành tích nghệ thuật

### Phim điện ảnh
- Sobibor (2018) - Hanna
- Clash of Futures (German: Krieg der Träume) (2018) - Pola Negri
- Matilda (2017) - Mathilde Kschessinska
- I, Olga Hepnarová (2016) - Olga Hepnarová
- The Lure (2015) - Golden
- Warsaw 44 (2014) – Vũ công
- Jack Strong (2014) - Iza
- Anatomia Zla (2015) - Halina
- Carga (2018) - Viktoriya / Alanna

### Sê-ri phim truyền hình
| Năm       | Tựa đề                                    | Vai diễn                                         | Đạo diễn            |
| --------- | ----------------------------------------- | ------------------------------------------------ | ------------------- |
| 2012–2015 | Barwy szczęścia (The Colors of Happiness) | singer Tina (episodes: 816-1283)                 | various             |
| 2013      | Komisarz Alex                             | Kinga Lenart (episode: 37)                       | Robert Wichrowski   |
| 2016      | Komisja morderstw (Commission of Murders  | Bridge Hoym, a professor's daughter (episode: 1) | Jarosław Marszewski |
| 2018      | Drogi Wolności (Roads of Freedom)         | Ester Holtorp                                    | Maciej Migas        |
| 2018      | 1983                                      | Ofelia "Effy" Ibrom                              | Agnieszka Holland   |

## Sách
- Zakleta. Albatros. 2011. ISBN 9788376591643.
- Dziecko Gwiazd Atlantyda. Albatros. 2009. ISBN 9788373599680.